# Suvrata de Mágada
Suvrata foi um rei semilendário da dinastia de Briadrata que governou sobre Mágada em sucessão de Quexemia, seu pai. Reinou entre 995 e 973 a.C., segundo algumas reconstituições. Foi sucedido por seu filho Darma.